# كيفن باركر (لاعب كرة قدم)
كيفن باركر (بالإنجليزية: Kevin Parker)‏ هو لاعب كرة قدم بريطاني في مركز الوسط، ولد في 10 سبتمبر 1979 في بليموث في المملكة المتحدة. لعب مع نادي توركي يونايتد ونادي ويموث ونورويتش سيتي وWeston-super-Mare A.F.C. ‏ وBodmin Town F.C. ‏ وSaltash United F.C. ‏ وPlymouth Parkway F.C. ‏ وTavistock A.F.C. ‏.

## وصلات خارجية
- كيفن باركر على موقع قاعدة بيانات كرة القدم.إي يو (الإنجليزية)
- كيفن باركر على موقع Soccerbase.com (لاعب) (الإنجليزية)